# Přestavlky (ort i Tjeckien, Plzeň)
Přestavlky är en ort i Tjeckien.   Den ligger i regionen Plzeň, i den västra delen av landet, 100 km sydväst om huvudstaden Prag. Přestavlky ligger 377 meter över havet och antalet invånare är 201.
Terrängen runt Přestavlky är platt. Runt Přestavlky är det ganska tätbefolkat, med 104 invånare per kvadratkilometer. Närmaste större samhälle är Plzeň, 19,0 km nordost om Přestavlky. I omgivningarna runt Přestavlky växer i huvudsak blandskog.